# Barycz-Kolonia
Barycz-Kolonia – wieś w Polsce, położona w województwie mazowieckim, w powiecie zwoleńskim, w gminie Zwoleń. 
Miejscowość wchodzi w skład sołectwa Barycz.
W latach 1975–1998 miejscowość administracyjnie należała do województwa radomskiego.
Wierni Kościoła rzymskokatolickiego należą do parafii Niepokalanego Poczęcia NMP w Jasieńcu Soleckimj.